# Hoperius planatus
Hoperius
Genre
Espèce
Hoperius planatus, unique représentant du genre Hoperius, est une espèce d'insectes coléoptères de la famille des Dytiscidae.

## Description
Hoperius planatus mesure entre 12 et 14 mm. L'espèce peut se reconnaître entre autres par les bourrelets de chaque côté de son pronotum, ainsi que par la réticulation (présence de motifs de lignes) grossière de ses élytres. Le spécimen type, collecté à Hope (Arkansas) mesure 12,8 mm de long pour 6,7 mm de large.
La femelle de Hoperius planatus est similaire au mâle mais est en moyenne légèrement plus longue (13 ou 14 mm). De plus, les pattes des femelles sont dépourvues de setæ à certains endroits où elles sont présentes chez les mâles.
La larve de Hoperius planatus est plus grande que l'adulte: mesurant 18,5 mm au troisième stade larvaire, elle est majoritairement blanche crème avec des bandes ventrolatérales brun foncé sur les segments abdominaux 1 à 6. La pupe, quant à elle, mesure 14 mm de long pour 5 mm de large, et est de couleur crème, à l'exception des yeux, qui sont gris/noir.

## Répartition
Hoperius planatus est une espèce rare, qui se rencontre de l'est de l'Arkansas jusqu'au Maryland et la Caroline du Sud.

## Écologie
Comme les autres espèces de Dytiscidae, Hoperius planatus est un prédateur aquatique. Il vit principalement dans des mares forestières où il y a beaucoup de feuilles.

## Systématique
Le nom scientifique complet (avec auteur) de l'espèce est Hoperius Fall, 1927, du nom de l'entomologiste américain Henry Clinton Fall, qui l'a décrite pour la première fois en 1927.

### Publication originale
- (en) H. C. Fall, « A New Genus and Species of Dytiscidae », Journal of the New York Entomological Society, vol. 35, no 2,‎ 1927, p. 177–178 (lire en ligne, consulté le 9 mai 2025)